# 道徳戦士超獣ギーガー
『道徳戦士超獣ギーガー』（どうとくせんしちょうじゅう-）は漫☆画太郎の漫画作品。タイトルは鳥羽僧正の鳥獣戯画とエイリアンのデザイン者H・R・ギーガーをかけ合わせた物である。

## 概要
平成8年2月号から平成9年5月号にかけて「MANGAオールマン」（集英社）にて連載。漫☆画太郎の漫画作品ではまともに完結した数少ない作品である。
主人公は、犬の着ぐるみを着た謎の動物「ギーガー」。普段は大人しいが、不道徳な者を見るとエイリアン状の巨大な怪物に変身し、制裁を加える。ただし画太郎漫画なので、善人が殺害されることもしばしば。
表紙のギーガーが、口から流血しているバージョンと、していないバージョンの二種類存在する。中表紙の変身ギーガーの皺の数が、流血バージョンは多く描かれている。

## 背景
作者はQuickJapan37号のインタビューにて、人間同士の殺し合いではネームが通らないので動物の戯画にしたと語っている。ジャンプ系列誌におけるネームチェックの厳しさを物語るエピソード。
表現のリスクを軽減するため擬人化した動物を用いるという手法は、本家の鳥獣戯画に一部通ずるものがある。

## 単行本
- SCオールマン（集英社） 全1巻
- ISBN：ISBN 4-08-878039-6
- 刊行：1997年6月